# ميشيل دوكري
ميشيل سوزان دوكري (بالإنجليزية: Michelle Dockery)‏ من مواليد 15 ديسمبر 1981، هي ممثلة ومغنية إنجليزية بدأت مسيرتها الفنية عام 2004. هي معروفة بدور ماري كراولي في مسلسل داونتون آبي (2010–15)، التي ترشحت بسببه لجائزة الغولدن غلوب وثلاثة جوائز إيمي لأفضل ممثلة في مسلسل درامي.
ظهرت دوكري في أفلام مثل هانا (فيلم) (2011) وآنا كارينينا (فيلم) (2012) وبلا توقف (فيلم) (2014). أما في المسلسلات فقد شاركت بأدوار رئيسية في غودليس (2017) والدفاع عن جيكوب (2020).

## الأعمال

### فيلم
| سنة  | عنوان                                                           | دور                    | ملاحظات   |
| ---- | --------------------------------------------------------------- | ---------------------- | --------- |
| 2010 | Spoiler                                                         | فتاة الغوث             | فيلم قصير |
| 2010 | Shades of Beige                                                 | جودي                   | فيلم قصير |
| 2011 | Hanna                                                           | False Marissa          |           |
| 2012 | Out of Time                                                     | كريستين                | فيلم قصير |
| 2012 | آنا كارينينا (فيلم)                                             | الأميرة Myagkaya       |           |
| 2012 | Angelic Voices: The Choristers of Salisbury Cathedral           | الراوي                 | وثائقي    |
| 2014 | Non-Stop                                                        | نانسي هوفمان           |           |
| 2014 | Tough Justice                                                   | كوني توف               | فيلم قصير |
| 2015 | Self/less                                                       | كلير هيل               |           |
| 2015 | Many Beautiful Things                                           | صوت ليلياس تروتر       | وثائقي    |
| 2015 | District Zero: What's Hidden Inside the Smartphone of a Refugee | الراوي                 | وثائقي    |
| 2017 | The Sense of an Ending                                          | سوزي وبستر             |           |
| 2019 | The Gentlemen                                                   | ماري تالبوت            |           |
| 2019 | The Gentlemen                                                   | Rosalind 'Roz' Pearson |           |

## الترشيحات والجوائز
| السنة | الحدث                    | الفئة                          | النتيجة |
| ----- | ------------------------ | ------------------------------ | ------- |
| 2013  | جائزة نقابة ممثلي الشاشة | أفضل اداء متميز في مسلسل درامي | فوز     |

### تلفزيون
| سنة       | عنوان                                    | دور                  | ملاحظات                  |
| --------- | ---------------------------------------- | -------------------- | ------------------------ |
| 2005      | Fingersmith                              | بيتي                 | مسلسل تلفزيونى           |
| 2006      | Hogfather                                | سوزان                | فيلم تلفزيوني            |
| 2007      | Consent                                  |                      | فيلم تلفزيوني            |
| 2007      | Dalziel and Pascoe                       | إيمي هوبز            | 2 حلقات                  |
| 2008      | Heartbeat                                | سو باجيت             | حلقة: "Take Three Girls" |
| 2008      | Poppy Shakespeare                        | دوان                 | فيلم تلفزيوني            |
| 2009      | Red Riding: In the Year of Our Lord 1974 | كاثرين تايلور        | فيلم تلفزيوني            |
| 2009      | Red Riding: In the Year of Our Lord 1983 | كاثرين تايلور        | فيلم تلفزيوني            |
| 2009      | The Courageous Heart of Irena Sendler    | Ewa Rozenfeld        | فيلم تلفزيوني            |
| 2009      | The Turn of the Screw                    | آن                   | فيلم تلفزيوني            |
| 2009      | Waking the Dead                          | جيما موريسون         | 2 حلقات                  |
| 2009      | Return to Cranford                       | إرمينيا وايت         | 2 حلقات                  |
| 2010–15   | داونتون آبي                              | ماري كرولي           | دور رئيسي، 52 حلقة       |
| 2012      | Restless                                 | روث جيلمارتين        | مسلسل قصير               |
| 2012      | أميريكان داد!                            | مارغريت واتكينز      | صوت 1 حلقة               |
| 2012      | Henry IV, Parts I and II                 | ليدي كيت بيرسي       | فيلم تلفزيوني            |
| 2013      | فاميلي غاي                               | ماري كرولي           | صوت 1 حلقة               |
| 2015      | Japan: Earth's Enchanted Islands         | الرواي               | مسلسل وثائقي على BBC2    |
| 2016–2017 | Good Behavior                            | ليتي رينز            | دور رئيسي، 20 حلقة       |
| 2017      | Angie Tribeca                            | فيكتوريا نوفا        | 1 حلقة                   |
| 2017      | غودليس                                   | أليس فليتشر          | مسلسل قصير، 7 حلقات      |
| 2019      | Tuca & Bertie                            | ليدي نيثيرفيلد (صوت) | حلقة: "The Deli Guy"     |
| 2020      | الدفاع عن جيكوب                          | لورين باربر          | مسلسل قصير، 8 حلقات      |

## وصلات خارجية
- ميشيل دوكري على موقع IMDb (الإنجليزية)
- ميشيل دوكري على موقع ميتاكريتيك (الإنجليزية)
- ميشيل دوكري على موقع روتن توميتوز (الإنجليزية)
- ميشيل دوكري على موقع قاعدة بيانات الأفلام العربية
- ميشيل دوكري على موقع ألو سيني (الفرنسية)
- ميشيل دوكري على موقع ميوزك برينز (الإنجليزية)
- ميشيل دوكري على موقع تيرنر كلاسيك موفيز (الإنجليزية)
- ميشيل دوكري على موقع أول موفي (الإنجليزية)
- ميشيل دوكري على موقع قاعدة بيانات الأفلام السويدية (السويدية)
- ميشيل دوكري على موقع إن إن دي بي (الإنجليزية)